# Korjaci
Korjaci (rusky коряки, souhrnné označení v korjačtině chybí) jsou malý národ ruského Dálného východu žijící v severní části poloostrova Kamčatka a na přilehlé pevnině. Etnikum zahrnuje dvě velké skupiny odlišné jak jazykově, tak i tradičním způsobem života: kočovné Čavčuveny (korjacky чав’чыв’ав’, čav’čyv’av’), obyvatele vnitrozemí věnující se chovu sobů, a usedlé Nymylany (korjacky нымылг’о, nymylg’o), živící se především lovem mořských savců a rybolovem. Vzhledem k výrazné odlišnosti obou skupin bývají Nymylani – známí také jako Aljutoři – někdy uváděni jako samostatná etnická skupina.
V průběhu 20. století byli Korjaci vystaveni silné kulturní asimilaci ze strany ruského národa, což vedlo k přechodu většiny obyvatel na usedlý způsob života a rozpadu tradičního beztřídního sociálního systému. V současnosti představuje velký problém celého ruského severu nízká životní úroveň a vysoká nezaměstnanost. Podobně jako další malé národy Severu trpí Korjaci zvýšenou náchylností k některým vážným onemocněním (např. tuberkulóze) a jejich úmrtnost – včetně úmrtnosti novorozenců – koncem 80. let 20. století výrazně převyšovala hodnoty zjištěné u Rusů.
Podle sčítání lidu žilo v Rusku v roce 2010 celkem 7 953 osob hlásících se ke korjacké národnosti. Část Korjaků dodnes hovoří korjačtinou, jazykem z čukotsko-kamčatské rodiny, příbuzným s dalšími jazyky této oblasti, např. čukotštinou nebo itelmenštinou. Počet mluvčích jazyka však v průběhu 20. století rapidně poklesl a v dnešní době se jeho znalost odhaduje u pouhých 5,4 % korjacké populace, většinou mezi příslušníky starší a střední generace – ostatní již používají jako mateřský jazyk ruštinu.

## Etnonymum
Etnické skupiny označované souhrnně za Korjaky neznají ve vlastním jazyce označení, které by tomuto termínu odpovídalo. Kočovní Korjaci sami sebe nazývají чав’чыв’, čav’čyv’ (mn. č. чав’чыв’ав’, čav’čyv’av’ „pastevci sobů“, „nomádi“), usedlí Korjaci na pobřeží Ochotského a Beringova moře нымылг’ын, nymylg’yn (mn. č. нымылг’о, nymylg’o „místní lidé“, „vesničané“). Korjaci z pobřeží jsou také označováni za Aljutory (podle někdejší osady Aljut) a v dnešní době jsou považováni za samostatné etnikum, odlišné od ostatních Korjaků jazykem i způsobem života. Jméno Korjak, původem z korjackého kmene кор, kor „sob“, přešlo z jazyků okolních národů, např. v jukagirštině zní karaka, do ruštiny a odtud do ostatních světových jazyků.
Ve 20. letech 20. století existovaly v Sovětském svazu v rámci kampaně pro užívání autonym (vlastních označení malých národů) snahy o zavedení jména нымылан, nymylan (odvozeného z etnonyma usedlých Korjaků) pro celý korjacký národ. Označení se však neujalo a do oficiálního užití se vrátil již zavedený název.
O komplikované etnické situaci v této oblasti svědčí i fakt, že při sčítání lidu v Rusku v roce 2002 byli do Korjaků zahrnuti také lidé deklarující národnost aljutorskou (алюторцы), alutalju (алутальу), apokvajamyl’o (апокваямыл’о), apukinskou (апукинцы), čavčuvenskou (чавчувены), čavčyv (чавчыв), kamenskou (каменцы), karaginskou (карагинцы), karan’ynyljo (каран’ыныльо), nymylanskou (нымыланы), oljutorskou (олюторцы), vojkypal’o (войкыпал’о) a vojampolskou (воямпольцы).
Čukčové a Eskymáci používali pro Korjaky označení tann’yt „cizinci, nepřátelé“, Jukagirové karaka, kočovní Korjaci pak byli sousedními Eveny nazýváni khejeke „ti, kteří se objevují na kopcích“ a čan’-čivar „ti, kteří mají mnoho sobů“.
Od etnonyma Korjaků byl odvozen mimo jiné název někdejšího Korjackého autonomního okruhu, jehož rozsah přibližně odpovídal rozšíření korjackého národa, a Korjackého pohoří, nacházejícího se v severovýchodní části Kamčatského poloostrova.

## Demografie

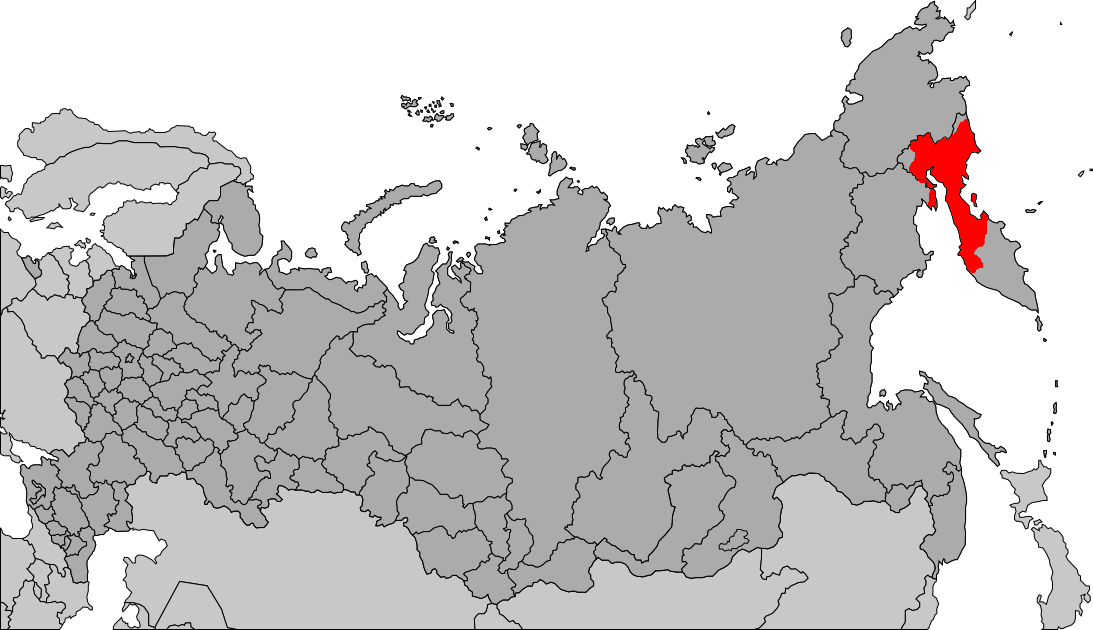
Rozšíření Korjaků v Rusku

| Rok  | Počet Korjaků celkem | Z toho rodilých mluvčích korjačtiny | (fialově je znázorněna celková velikost korjacké populace, oranžově počty rodilých mluvčích jazyka) |
| 1926 | 7 434                |                                     | (fialově je znázorněna celková velikost korjacké populace, oranžově počty rodilých mluvčích jazyka) |
| 1959 | 6 287                | 90,5 %                              | (fialově je znázorněna celková velikost korjacké populace, oranžově počty rodilých mluvčích jazyka) |
| 1970 | 7 487                | 81,1 %                              | (fialově je znázorněna celková velikost korjacké populace, oranžově počty rodilých mluvčích jazyka) |
| 1979 | 7 879                | 69 %                                | (fialově je znázorněna celková velikost korjacké populace, oranžově počty rodilých mluvčích jazyka) |
| 1989 | 9 242                | 52,5 %                              | (fialově je znázorněna celková velikost korjacké populace, oranžově počty rodilých mluvčích jazyka) |
| 2002 | 8 743                | 34,5 %                              | (fialově je znázorněna celková velikost korjacké populace, oranžově počty rodilých mluvčích jazyka) |
| 2010 | 7 953                |                                     | (fialově je znázorněna celková velikost korjacké populace, oranžově počty rodilých mluvčích jazyka) |

Národ obývá severní a střední část Kamčatského poloostrova a přilehlé území pevniny vymezené poloostrovem Tajgonos na západě, Beringovým mořem na východě, masivem hory Palpal na severu a pobřežím Ochotského moře na jihu.
Ke korjacké národnosti se při sčítání lidu v Rusku v roce 2010 přihlásilo celkem 7 953 osob. Většina z nich žije na území Kamčatského kraje (6 640 osob, 83,5 % z celkové korjacké populace v Rusku). Další významnější korjacké osídlení bylo zaznamenáno v Magadanské oblasti (900 osob, 11,3 %), především na poloostrově Tajgonos (osady Topolovka, Verchnij Pareň, částečně Gižiga), a v jihovýchodní části Čukotského autonomního okruhu (55 osob, 0,7 %). Zhruba dvě třetiny příslušníků etnika tvoří venkovské obyvatelstvo (5 036 osob, 63,3 %), zbývající třetina žije ve městech (2 917 osob, 36,7 %).
Ve srovnání s rozšířením v minulosti je patrná migrace za hranice tradičního areálu. Zatímco celková korjacká populace vzrostla v letech 1970–1989 podle oficiálních údajů o 25 %, v Korjackém autonomním okruhu to bylo pouze 11 %. V Petropavlovsku-Kamčatském bylo roku 1989 evidováno 386 Korjaků, za hranicemi Ruské federace téhož roku více než 300. Ačkoli by se mohlo zdát, že velikost populace zůstala v průběhu 20. století poměrně stabilní, zvýšená migrace (ať už dobrovolná, nebo nucená) vedla k dramatickému poklesu znalosti korjackého jazyka: jen v letech 1959–2002 se snížil počet mluvčích z téměř 6 000 na pouhé 3 000.

## Etnické podskupiny
Na základě zeměpisného rozšíření, jazykových odlišností a některých dalších ukazatelů lze v rámci národa Korjaků vyčlenit následující podskupiny:
| Způsob života               | Název v češtině           | Název v korjačtině | Jazyk                 |
| --------------------------- | ------------------------- | ------------------ | --------------------- |
| kočovní                     | Čavčuveni                 | čav’čyv’av’        | dialekty korjačtiny   |
| usedlí (Nymylani, nymylg’o) | Apukinci                  |                    | dialekty korjačtiny   |
| usedlí (Nymylani, nymylg’o) | Kamenci                   | vaikyneljo         | dialekty korjačtiny   |
| usedlí (Nymylani, nymylg’o) | Parenci                   | poityljo           | dialekty korjačtiny   |
| usedlí (Nymylani, nymylg’o) | Itkanci                   |                    | dialekty korjačtiny   |
| usedlí (Nymylani, nymylg’o) | Aljutoři (v užším smyslu) | alutalju           | dialekty aljutorštiny |
| usedlí (Nymylani, nymylg’o) | Palanci                   |                    | dialekty aljutorštiny |
| usedlí (Nymylani, nymylg’o) | Karaginci                 | karan’ynyl’o       | dialekty aljutorštiny |

## Dějiny

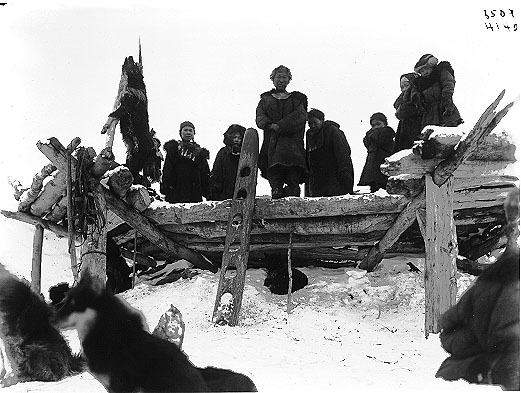
Korjaci na střeše zimního obydlí, fotografie z Jesupovy severopacifické expedice v letech 1900–1901

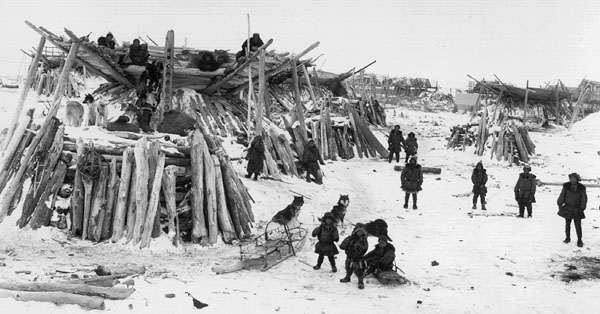
Korjacká osada, fotografie z Jesupovy severopacifické expedice v letech 1900–1901

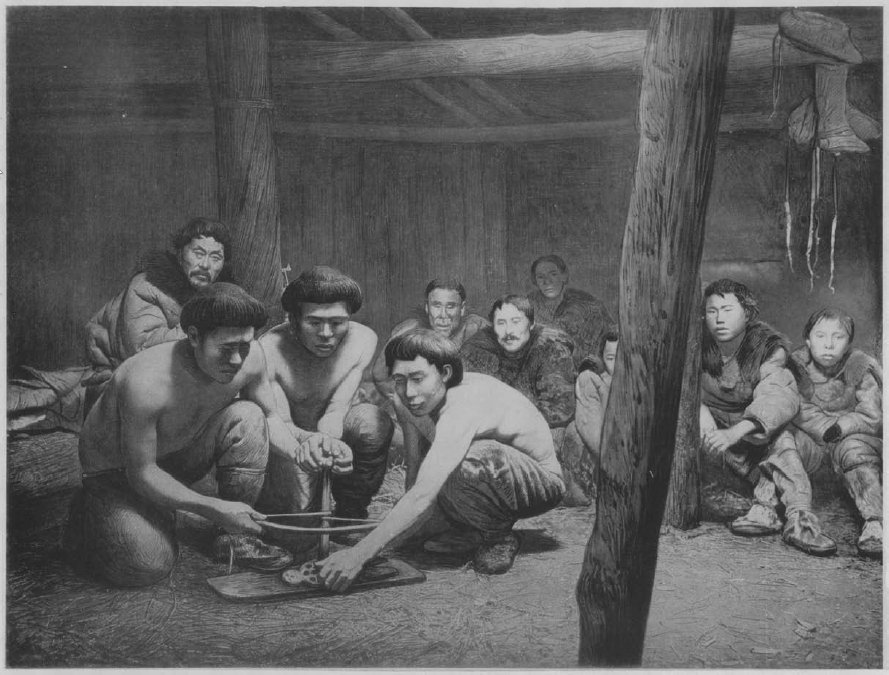
Slavnost rozdělávání nového ohně

### Před příchodem Evropanů
Způsob života etnik a nejstarší kultura, která dala vzniknout korjackému národu, navazovaly na neolitické lovce z asijského vnitrozemí. Počátkem 1. tisíciletí našeho letopočtu se předchůdci Korjaků začali usazovat a specializovat na lov na moři, což bylo provázeno diferenciací na menší etnické skupiny a drobením jazyka do dialektů. V 16.–17. století přešla část Korjaků (dnes známých jako Čavčuveni) pod vlivem sousedních tunguzských národů k pastevectví sobů.
Převládající zdroj obživy se u Korjaků lišil skupinu od skupiny. Zatímco Čavčuveni získávali většinu životně nezbytných surovin z chovu sobů, většině Aljutorů (Karagincům, Palancům a vlastním Aljutorům) zajišťoval obživu rybolov. Rybolovu se však do značné míry věnovaly i skupiny čavčuvenské. U usedlých Korjaků hrál důležitou roli lov mořských savců.

### Ruská kolonizace
První písemné zmínky o Korjacích pochází z 50. let 17. století od ruského průzkumníka Semjona Děžňova a Michaila Staduchina, který v letech 1651–1656 podnikl výpravu mj. územím osídleným Korjaky, podél toku řeky Penžiny k jejímu ústí a dále po pobřeží Ochotského moře až do Ochotska.
Už od roku 1690 začalo dobývání této oblasti ruskými kozáky pod vedením mimořádně brutálního a chamtivého atamana Vladimira Atlasova. Nařízením cara Petra I. vznikla Korjakům a dalším domorodým Sibiřanům, povinnosti odvádět roční tribut v kožešinách, tzv. jasak, proti čemuž se bouřili až do konce 18. století. Tehdy ruští dobyvatelé změnili taktiku a místo fyzických bojů začali kmenové vůdce uplácet vodkou, drobnými dárky i přísliby vysokého společenského postavení, pokud budou na vybírání jasaku spolupracovat.
Od 18. století v oblasti vznikaly ruské osady a ruští kupci začali s Korjaky obchodovat; žádanými artikly byly zejména železné předměty, látky, sůl, čaj, tabák a střelný prach. Pro Rusy nebylo těžké opít domorodce vodkou a za nepatrný obnos podvodem získat velké množství kožešin a dalšího korjackého zboží. Koncem 19. století se do hry zapojili také američtí obchodníci. Vzniklá konkurence zapříčinila rozvoj volného trhu, což přispělo i ke zlepšení hospodářské situace Korjaků. V 18. a 19. stol. se Rusové nepříliš úspěšně pokoušeli o christianizaci Korjaků.
Kromě ekonomického útlaku přinesla ruská kolonizace Korjakům i jiné problémy, zejména v podobě nakažlivých onemocnění, s nimiž si jejich imunitní systém nedokázal poradit. Epidemie sice na Korjaky neměly tak drastický účinek, jako na sousední Itelmeny a Jukagiry, ale i tak v průběhu 18. stol. snížily jejich populaci nejméně o polovinu.

### Sovětská éra
V roce 1923 byla na Kamčatce ustavena sovětská vláda a s ní přišla kolektivizace, plánovité hospodářství a regulace cen státem. Protože tradiční korjacká společnost neznala sociální třídy a stála na společné práci a vzájemné pomoci, těžko její lidé chápali, proč byli ve jménu kolektivismu někteří z jejich středu odstraněni jakožto kulaci.
Nástup sovětské vlády znamenal pro mnoho Korjaků konec nomádství. Zatímco ještě v roce 1926 kočovalo 55 % z nich, v roce 1940 už pracovalo 60 % v kolchozech a artělech. Do kolchozů byl soustředěn také rybolov, do nějž byl ale zapojen jen zlomek Korjaků – většina ryb se lovila průmyslově.
Stejně jako u mnoha jiných malých severních národů proběhla i u Korjaků silná kulturní asimilace ruským obyvatelstvem. V rámci boje proti negramotnosti byly děti k velké nelibosti rodičů povinně posílány do internátních škol. Zde se setkávaly s posměchem na adresu šamanistických praktik a náboženství vůbec; naopak byly vyučovány „pokrokovému“ ruskému stylu života. Sovětské úřady usilovaly o přechod Korjaků od tradičního života k ruskému způsobu bydlení, technologiím, vzdělávání aj. Mnohé korjacké osady byly přímo zničeny. Řada Korjaků proto upustila od pastvy sobů či rybaření a začala pracovat v jiných oblastech (zemědělství, průmysl, sociální sféra aj.).
Neblahý dopad na Korjaky měly – a dodnes mají – jaderné testy prováděné v Sovětském svazu v 50. a 60. letech 20. století. Radioaktivní izotopy akumulované v lišejnících přešly prostřednictvím sobů a jejich masa ve zvýšených koncentracích do těl Korjaků, což výrazně oslabilo jejich přirozenou imunitu. Následkem toho dramaticky vzrostl výskyt tuberkulózy, vysokého krevního tlaku, chronických plicních onemocnění a rakoviny. Průměrný věk dožití klesl u Korjaků pod hranici 50 let, částečně i v důsledku vysoké mortality novorozenců, dosahující v průměru 52,6 úmrtí na 1000 narozených dětí.

### Po pádu sovětské moci
Zánik kolchozů a sovchozů po rozpadu Sovětského svazu se vedle dalších malých národů nepříznivě dotkl i Korjaků. Kolchozní stáda sobů, počátkem 90. let čítající celkem 160 tisíc kusů, byla privatizována; drobní pastevci však nebyli schopni zajistit ani základní reprodukci a jejich počet tak do roku 1998 poklesl na 63 tisíc kusů. Podle oficiálních údajů vzrostla v letech 1992–1997 v Korjackém autonomním okruhu nezaměstnanost příslušníků malých národů Severu 9,4krát. Nezbylo jim, než se vrátit k naturálnímu hospodaření, peněžní příjmy u nich v průměru nedosahují ani poloviny životního minima.

## Jazyk
Korjačtina je jazyk malé izolované čukotsko-kamčatské jazykové rodiny, prokazatelně příbuzný pouze s aljutorštinou, kerečtinou, čukotštinou a itelmenštinou. Při sčítání lidu v roce 2002 uvedlo znalost korjackého jazyka 3 019 osob, tedy 34,5 % z celkového počtu Korjaků v Rusku. Procento Korjaků, kteří jazyk bez potíží ovládají, je však patrně mnohem nižší, podle některých odhadů jen 5,4 %.
Z hlediska morfologické typologie se korjačtina řadí k aglutinačním jazykům s výskytem sufixů, prefixů i cirkumfixů (tedy afixů složených z prefixové a sufixové části). Oproti příbuzné čukotštině zde existuje navíc opozice dvojného a množného čísla (čukotský příznak plurálu -t odpovídá korjackému duálu, zatímco korjacký plurál nemá v čukotštině ekvivalent) a specifické pádové formy. Základní větná konstrukce je ergativní. Podobně jako v dalších ergativních jazycích existují u sloves dva typy časování: podmětné a podmětně-předmětné, jehož tvary vykazují shodu s osobou a číslem podmětu i předmětu. Slovesa mají čas přítomno-minulý, předminulý, minulý II, budoucí I a budoucí II; způsob oznamovací, rozkazovací a subjunktiv. Větný slovosled je relativně volný.
Korjačtina se rozpadá do řady dialektů, např. čavčuvenský, apukinský, itkanský, kamenský, parenský, karaginský nebo palanský; ne všechny jsou vzájemně srozumitelné. Za dialekt byla považována také aljutorština, dnes zpravidla chápaná jako samostatný jazyk, k němuž jsou v širším smyslu přiřazovány i některé dialekty původně chápané jako korjacké (palanský, karaginský). V rámci čukotsko-korjacké skupiny se vymezují tzv. j-dialekty (čavčuvenský a další), t-dialekty (aljutorské) a r-dialekty (čukotské), označované podle korespondujících hlásek v jednotlivých dialektech (srovnej např. korjacké jin’e-k, aljutorské tin’a-k a čukotské rin’e-k, vše s významem „létat“).
První korjacká abeceda vycházející z latinky byla vytvořena pro čavčuvenský dialekt v roce 1931. O pět let později vznikla nová abeceda na bázi azbuky, která se používá dosud.
Dnes se korjačtina vyučuje na prvním stupni základních škol, na pedagogické škole v městě Palaně, na Institutu národů Severu pedagogické univerzity A. I. Gercena v Petrohradu.
V korjackém jazyce existuje pravidelné rádiové a televizní vysílání (z Palany). Články v korjačtině občas vychází i v regionálním deníku Narodovlastije. Ve všech médiích se používá čavčuvenský dialekt, který nemusí být všem mluvčím korjačtiny bez problémů srozumitelný.

## Mytologie a náboženství

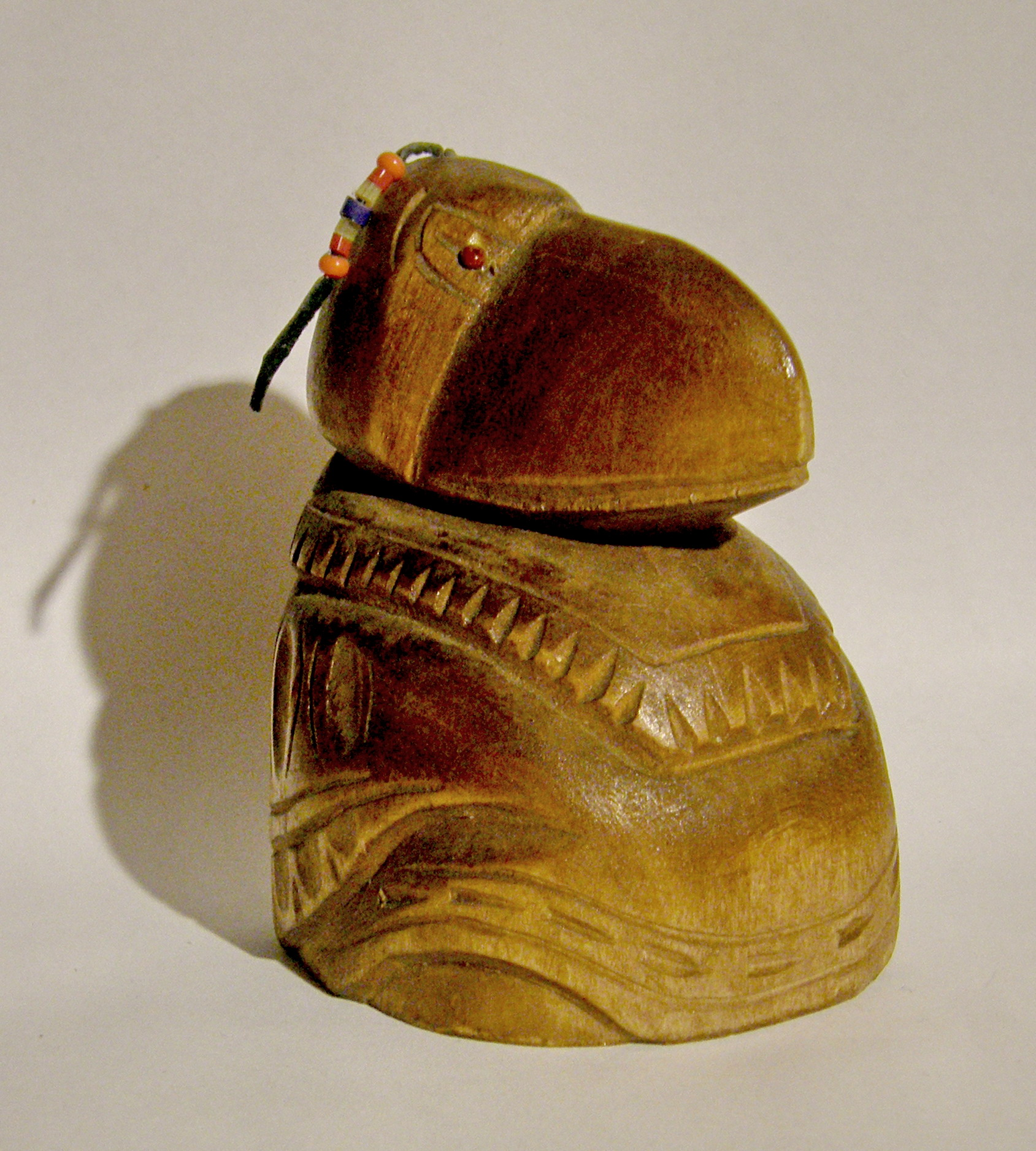
Korjacká plastika mytického havrana Kutcha

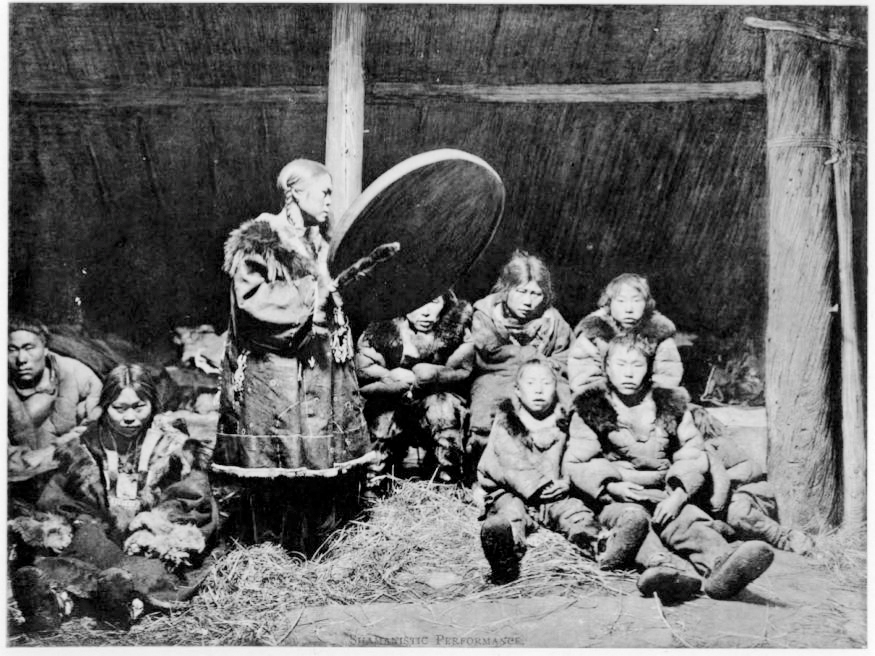
Korjacká šamanka při seanci

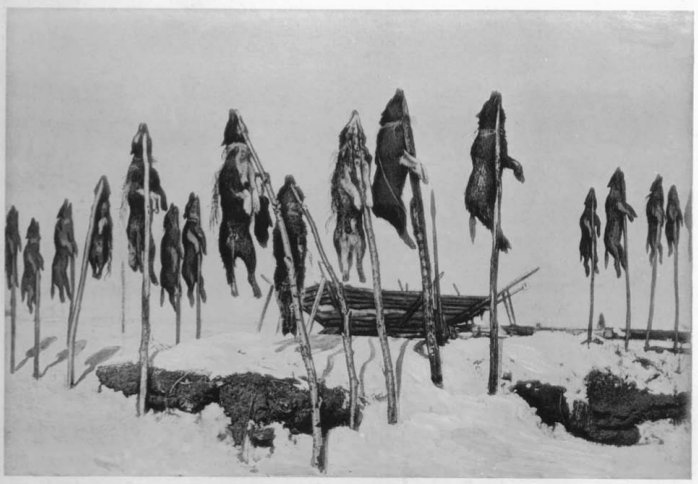
Psi obětovaní za účelem získání přízně pomocných duchů

Korjacká mytologie vykazuje řadu podobností s mytologiemi altajských národů, Eskymáků a především Indiánů severozápadního pobřeží Tichého oceánu. Mýtus o stvoření světa není zaznamenán, veškeré známé příběhy již předpokládají jeho předchozí existenci. Podle tradičních představ se vesmír skládá z pěti světů, přičemž Země se nachází uprostřed.

### Velký havran
Ústřední postavou korjacké mytologie je Velký havran zvaný Quikɪnnaqu/Kutkinnaku, od nějž Korjaci odvozují svůj původ. Označení sestává z vlastního mytického jména Kutqi/Quikɪy/Kuskɪl/Quikɪl a augmentativního sufixu -naku, znamená tedy přibližně Velký Kutqi. Tentýž havran figuruje také v mytologiích sousedních Itelmenů (Kutq) a Čukčů (Kurkɪl), ale i severoamerických Tlingitů, Haidů a Cimšianů. Ze 140 zaznamenaných legend existuje pouze 9, ve kterých o něm nebo jeho dětech nepadne zmínka. Názory na jeho původ se různí: jedna z legend tvrdí, že vznikl ze zrnka prachu, které Nejvyšší bytosti odpadlo při broušení nože z nebe na zem. Podle některých legend byl stvořen Nejvyšší bytostí, podle jiných se stvořil sám. Podle jednoho z mýtů z pera, které Velký havran ztratil, když letěl přes moře, vznikl dnešní poloostrov Kamčatka.
Vedle Velkého havrana se v mýtech vyskytuje jiný, obyčejný havran (valve), pojídající psí mršiny a výkaly. S kultem Velkého havrana nemá nic společného, hraje však jistou roli v korjacké kosmogonii: když snědl slunce, našla ho dcera Velkého havrana, vytáhla mu je z úst a havrana zabila. Tato legenda připomíná příběh o osvobození slunce známý mezi Indiány severozápadního pobřeží.
V dávných dobách bylo běžné převtělování neživých věcí do lidí a naopak. Ze svazku Velkého havrana s různými zvířaty (tuleni, psy, vlky, myšmi), neživými věcmi (kameny, stromy, rostlinami) a přírodními jevy (větrem, mraky) se pak zrodili lidé. Jistá legenda vypráví, že Havran stvořil nejprve muže, aby stvořenou zemi osídlili. Později stvořil také velice krásnou ženu, do níž se všichni muži bezhlavě zamilovali. Když zemřeli, proměnili se v hory; jejich srdce však stále planula láskou k oné ženě, a tak se zrodily kamčatské sopky.
Velký havran přinesl lidem světlo, naučil je rozdělávat oheň a lovit mořská i pozemská zvířata. Daroval jim také šamany a kouzelné amulety, aby lidi chránili před zlými duchy. Protože však lidé nechtěli poslouchat jeho příkazy, jednoho dne je opustil a jeho další osudy zůstávají neznámé.
Jméno Velkého havrana se objevuje ve všech modlitbách a zaříkadlech. Každá šamanská seance začíná jeho přivoláním do domu, aby byl obřadu přítomen. Při léčení nemocných Korjaci dramaticky ztvárňují mýtus, v němž Havran uzdravil své vlastní děti.

### Nejvyšší bytost
Další významnou postavou korjacké mytologie je Nejvyšší bytost, označovaná podle situace nejrůznějšími jmény, např. Vesmír (Ñaíñɪnen), Pán Horního světa (G̣íčhol-Etɪ'nvilaen), Bytí (Vahɪ'cñɪn) aj. Spolu s Velkým havranem nastolila ve vesmíru prvotní řád. V podobě starého muže obývá spolu se svou rodinou Horní svět, odkud řídí chod věcí na zemi a dohlíží na dodržování stanovených tabu. Pokud lidé nedodržují jeho příkazy nebo nepřinášejí řádné oběti, upadá do spánku, lov se stává neúspěšným a lidé jsou potrestáni hladomorem nebo jinými pohromami.

### Zlí duchové
Klíčovou roli v životě Korjaků hrají zlí duchové zvaní kaláu (v jednotném čísle kála), jimž je připisována vina za veškeré lidské nemoci i smrt. Podle tradičních představ útočí na lidi neviditelnými šípy, sítěmi a sekerami. Ochranu před zlými duchy mají lidem poskytovat nejrůznější zaklínadla a amulety a především šamanské seance, kdy jsou na pomoc přivoláváni pomocní duchové. K získání přízně těchto duchů bývají někdy obětována zvířata, zejména psi a sobi. Vzhledem k vysoké hodnotě těchto zvířat bývají namísto jejich obětování někdy používány amulety zhotovené z částí jejich těl (vlasů, nosů, uší) nebo vyřezávané sošky, které je zpodobňují.

## Kultura

### Hudba

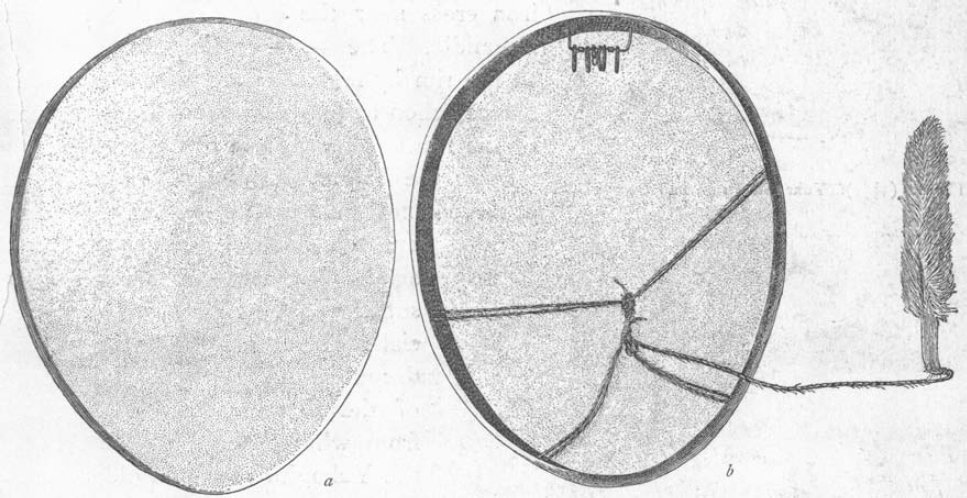
Korjacký bubínek s paličkou

Tradiční korjacká hudba spadá zejména do čtyř žánrů:
- Lyrický zpěv (kulikul), reprezentovaný osobními (sinitkin kulikul) a rodovými písněmi (kolejavan kulikul). Osobní písně jsou vytvářeny na motivy společných rodových nápěvů v dětství, v dospělosti a ve stáří, přičemž nejnadanější zpěváci mívají až deset vlastních melodií. Při slavnostech jsou tyto písně doprovázeny výskotem, hvízdáním a údery na bubínek.
- Epická recitace, v níž jsou popisovány příběhy z mytologie (o Havranu, jeho ženě a dalších postavách). Tyto nápěvy představují vůbec nejstarší složku korjacké hudební kultury.
- Hrdelní zpěv, drsné zvuky vytvářené hluboko v krku jak při výdechu, tak i při nádechu. Praktikován je zejména ženami a má připomínat jarní zvuky sobích samic.
- Hra na hudební nástroje, kterých je mezi Korjaky známá celá řada. Termín g’einečg’yn, označující hudební nástroje obecně, se používá také pro dechový nástroj ze smotku březové kůry, v jehož ústí se nachází rezonanční jazýček z ptačího pera, nebo pro flétnu vyrobenou z lodyhy bolševníku. Nástroj zvaný gytkomnan, tvořený tenkou rezonující páskou napjatou mezi dřevěnými špalíčky, používali Korjaci jako vábničku na zvěř, stejně tak i píšťalku v’jepčanan, která navíc mohla sloužit i jako doprovodný nástroj k tanci. Dalšími lidovými nástroji jsou bubínky (jajai), tamburíny (kalg’i) a korjacká obdoba grumle (vannjaiai). Pastevci sobů připevňovali na postroje zvířat nejrůznější zvonečky (mainyn) a rolničky (konkon), jimiž se zdobily také oděvy, případně mohly sloužit jako náhrada šamanských tamburín. Ze sobích kostí se vyráběly duté rytmické nástroje zvané ampatkita. K přivolávání větru používali Korjaci nástroj ve tvaru vrtule, vydávající bzučivé zvuky, zvaný talatal (případně telytel, talita nebo taliv).

### Slavnosti

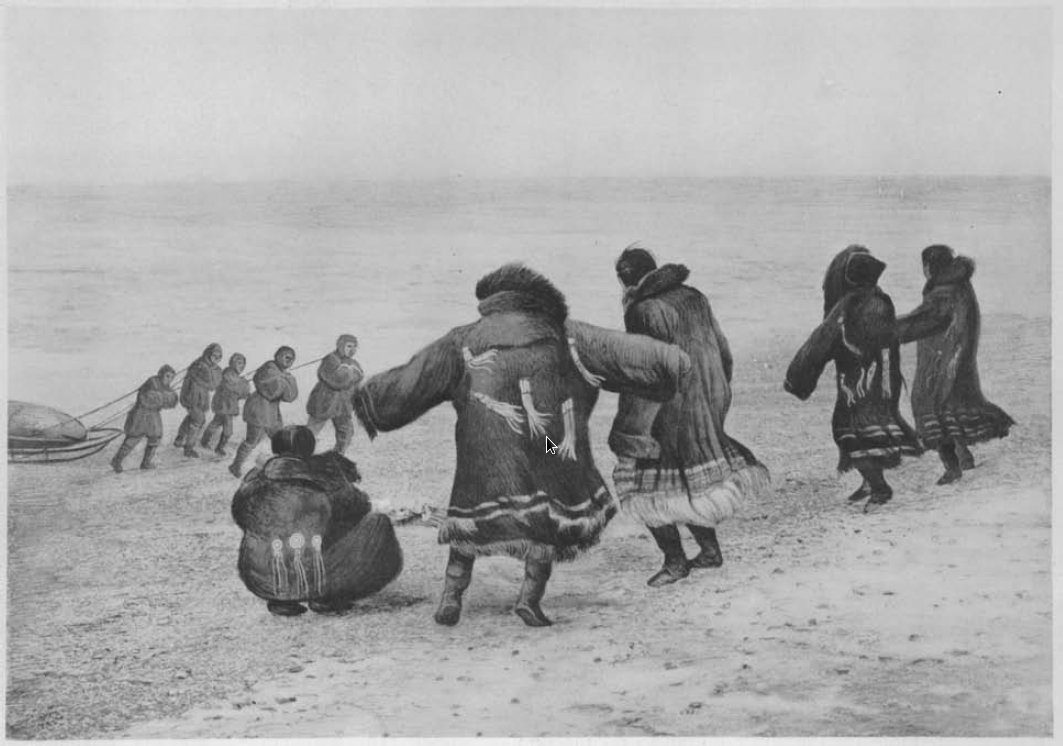
Korjaci při slavnosti vítání velryby

Každý rok na podzim slaví kočovní Korjaci svátek vítání sobů Koianniajtatgyjnyn. Při této příležitosti zdobí svá obydlí (jarangy) vrbovými větvičkami a pomocí smyčcového vrtáku, považovaném v animistickém vidění světa za domácí božstvo a ochránce domu, rozdělávají venku malý rituální oheň. Ze stáda je obětován jeden sob, jehož morek je následně ochránci domu darován za potravu. Přes noc hosté zpívají a hrají na bubny.
Hlavní téma oslav u usedlých Korjaků z pobřeží představuje lov mořských savců. Příkladem může být slavnost tuleňů, zvaná Memylangyt, slavnost velryby (Jañja-ena’čīxtitgīn), konaná v říjnu při příležitosti ulovení velryby či běluhy, nebo slavnost vytahování koženého člunu na břeh (Menaɛtva’ñtara) před příchodem zimy.

### Muchomůrky v korjacké kultuře
Podobně jako u dalších původních národů Sibiře hraje i v životě Korjaků velkou roli psychotropní houba muchomůrka červená. Usušené plodnice bývají využívány k nejrůznějším účelům. Houba zastává důležitou úlohu v lidovém léčitelství, především mezi staršími lidmi. Pro její stimulující účinky ji Korjaci konzumují zejména před fyzicky náročnými činnostmi, např. několikadenními pochody. Oblibě se těší i mezi hudebníky, jejichž kreativitu houba údajně podněcuje a pomáhá jim zůstat bdělými při celonočních koncertech. Muchomůrky nechybí ani při slavnostních příležitostech (oslava konce sezóny lovu a sběru, svatby), kdy bývají jejich sušené klobouky (obvykle jeden až tři na osobu) namáčeny v borůvkové šťávě a touto šťávou také zapíjeny. U tohoto způsobu konzumace nebyly zaznamenány nepříznivé vedlejší účinky, pokud nedojde k požití nadměrného množství plodnic nebo jejich kombinaci s alkoholem.